# Geração Satori

Satori em japonês

Geração Satori (さとり世代) é um neologismo da língua japonesa usados para descrever jovens japoneses que parecem ter atingido o estado budista de iluminação, se livrando de desejos materiais, mas em realidade, deixaram a ambição e esperança devido à problemas macro-econômicos, O termo foi cunhado por volta de 2010. A geração satori não está interessada em ganhar dinheiro, avançar na carreira e consumo conspícuo, ou mesmo viagens, hobbies ou relações românticas; o seu consumo de álcool é bem menor do que as gerações japonesas anteriores; Eles vivem em um período de espera prolongada e são NEETs, parasite singles, freeters ou hikikomoris. A geração satori do Japão é equivalente a geração sampo da Coreia do Sul, e similar a geração morango de Taiwan.